# 斯摩棱斯克湖國家公園
55°32′N 31°24′E / 55.533°N 31.400°E

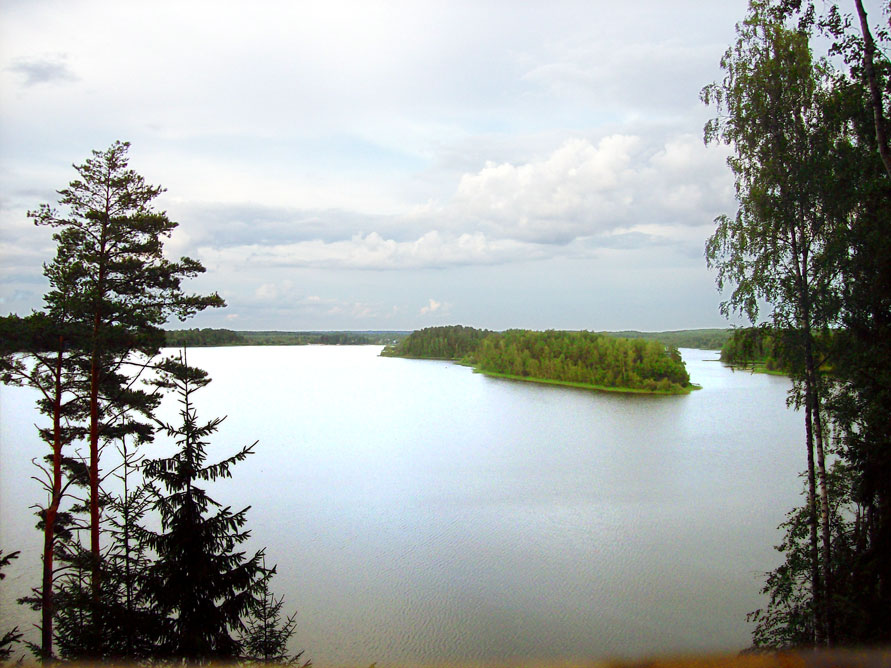

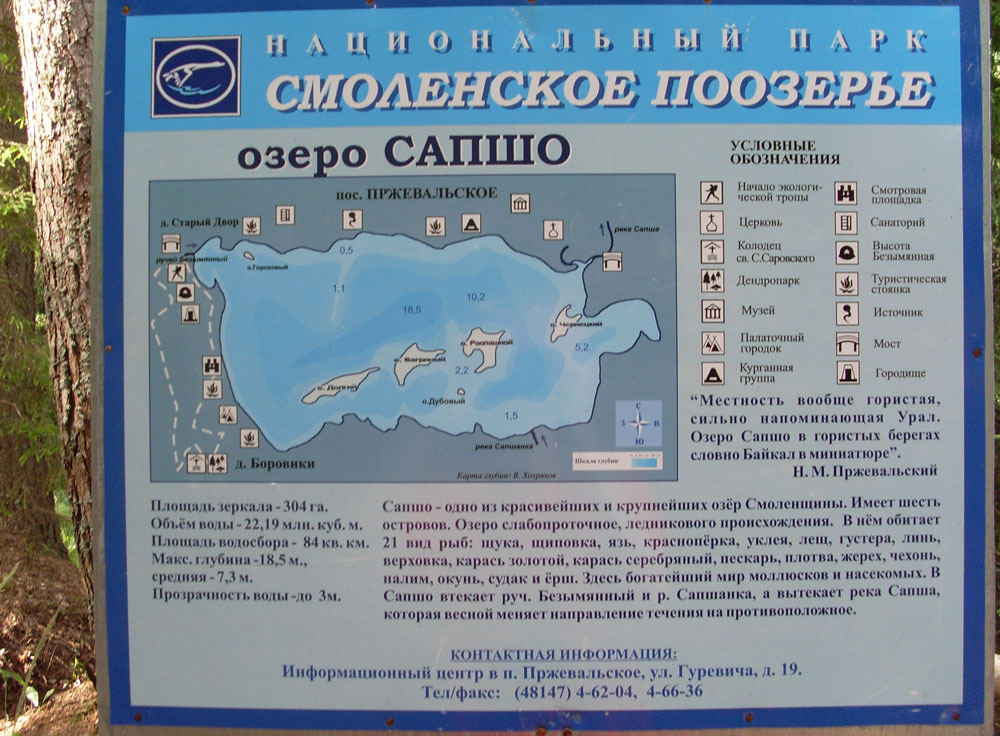

斯摩棱斯克湖國家公園是俄羅斯的國家公園，位於該國西部斯摩棱斯克州，成立於1992年，面積1,462平方公里，有37種魚類、232種鳥類、54種哺乳類動物棲息。